# Pteroglossus bitorquatus
Pteroglossus bitorquatus е вид птица от семейство Туканови (Ramphastidae). Видът е почти застрашен от изчезване.

## Разпространение
Видът е разпространен в Бразилия.